# Ligota (Katowice)
Ligota (deutsch Idaweiche oder Ellgoth) ist der südliche Stadtteil von Kattowitz.
Das ursprüngliche Dorf Ligota wurde im Jahr 1360 zum ersten Mal als ein Dorf im Herzogtum Pleß urkundlich erwähnt. Die erste Siedlung war im Gebiet um das heutige Alt-Ligota (Straßen: Ligocka, Załęska, Hetmańska, Rolna). Viele Jahrhunderte später, als Katowice zur Großstadt wurde, suchten die Kattowitzer in dieser bewaldeten, an die Stadt angrenzenden Region Erholung.
Heute befinden sich dort mehrere Krankenhäuser, zum Beispiel „Centralny Szpital Kliniczny“ (Zentrales Klinisches Krankenhaus), „Szpital Kolejowy“ (Eisenbahnerkrankenhaus) und „Górnośląskie Centrum Zdrowia Matki i Dziecka im. Jana Pawła II“ (Oberschlesisches Gesundheitszentrum für Mutter und Kind „Johannes Paul II.“) sowie die Schlesische Medizinische Universität Kattowitz. 
Vom Stadtzentrum kann man Ligota per Zug (im Stadtteil befindet sich ein Bahnhof der PKP), Bus oder mit dem Auto erreichen.
Der Bahnhof Katowice Ligota ist ein an der Bahnstrecke Katowice–Zwardoń gelegener Knotenpunkt, an dem die Strecke nach Nędza und die nicht mehr im Personenverkehr betriebenen Strecken nach Gliwice und Tychy über Katowice Katowice Murcki beginnen.